# فهرست کشورها بر پایه تولید نقره
این مقاله شامل فهرستی از کشورها بر پایهٔ تولید نقره در سال ۲۰۲۲ بر پایهٔ داده‌های سازمان زمین‌شناسی ایالات متحده (USGS) است.

## کشورها
| رتبه در ۲۰۲۲ | کشور/منطقه   | تولید نقره (تن) | درصد از کل |
| ------------ | ------------ | --------------- | ---------- |
| —            | جهان         | ۲۶٬۰۰۰          | ۱۰۰٫۰      |
| ۱            | مکزیک        | ۶۳۰۰            | ۲۴٫۲       |
| ۲            | چین          | ۳۶۰۰            | ۱۳٫۸       |
| ۳            | پرو          | ۳۱۰۰            | ۱۱٫۹       |
| ۴            | شیلی         | ۱۶۰۰            | ۶٫۲        |
| ۵            | استرالیا     | ۱۴۰۰            | ۵٫۴        |
| ۶            | بولیوی       | ۱۳۰۰            | ۵٫۰        |
| ۷            | لهستان       | ۱۳۰۰            | ۵٫۰        |
| ۸            | روسیه        | ۱۲۰۰            | ۴٫۶        |
| ۹            | ایالات متحده | ۱۱۰۰            | ۴٫۲        |
| ۱۰           | آرژانتین     | ۸۴۰             | ۳٫۲        |
| ۱۱           | هند          | ۶۳۰             | ۲٫۴        |
| —            | دیگر کشورها  | ۳٬۶۳۰           | ۱۴٫۰       |